# Psychotria direpta
Psychotria direpta är en måreväxtart som beskrevs av Herbert Fuller Wernham. Psychotria direpta ingår i släktet Psychotria och familjen måreväxter. Inga underarter finns listade i Catalogue of Life.